# Rhaphiolepis ferruginea
Rhaphiolepis ferruginea är en rosväxtart som beskrevs av Metcalf. Rhaphiolepis ferruginea ingår i släktet Rhaphiolepis och familjen rosväxter. Utöver nominatformen finns också underarten R. f. serrata.